# Pievepelago
Pievepelago (La Piéva o Piêvpèlegh in dialetto frignanese) è un comune italiano di 2 120 abitanti della provincia di Modena in Emilia-Romagna, situato a sud del capoluogo.
Fa parte dell'Unione dei Comuni del Frignano, che ha il proprio capoluogo a Pavullo nel Frignano.

Plebana di Santa Maria Assunta

## Geografia fisica

### Territorio
Pievepelago è posto sulle rive del torrente Scoltenna, al centro della valle del Pelago nell'angolo dell'Appennino Modenese che confina con la Toscana, nei pressi del Monte Giovo (1990 m) e del Monte Rondinaio (1965 m).
Tra i monti circostanti si trovano alcuni laghi, tra cui il Lago Santo, all'altezza di 1501 m s.l.m., di origine glaciale, il lago Baccio, il lago Turchino, il lago Piatto e il Lago Nero.
Il territorio si presenta ricco di boschi di castagni, faggi e conifere, percorsi da numerosi sentieri.

### Clima
Il clima dell'area è tipicamente appenninico, caratterizzato da inverni abbastanza nevosi ed estati miti, con temperature molto gradevoli.

## Storia

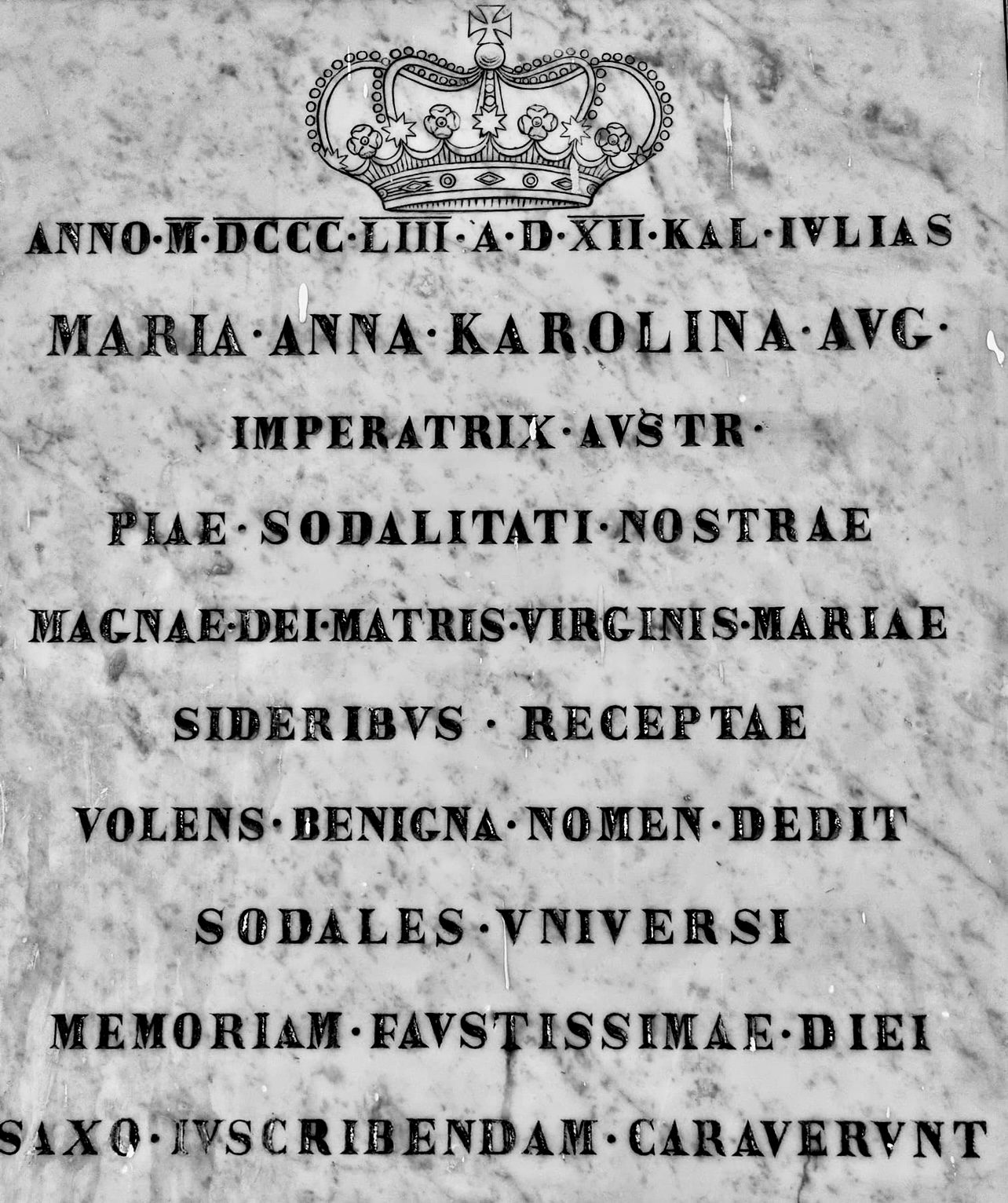
Lapide all’interno della chiesa della Confraternita dei Bianchi

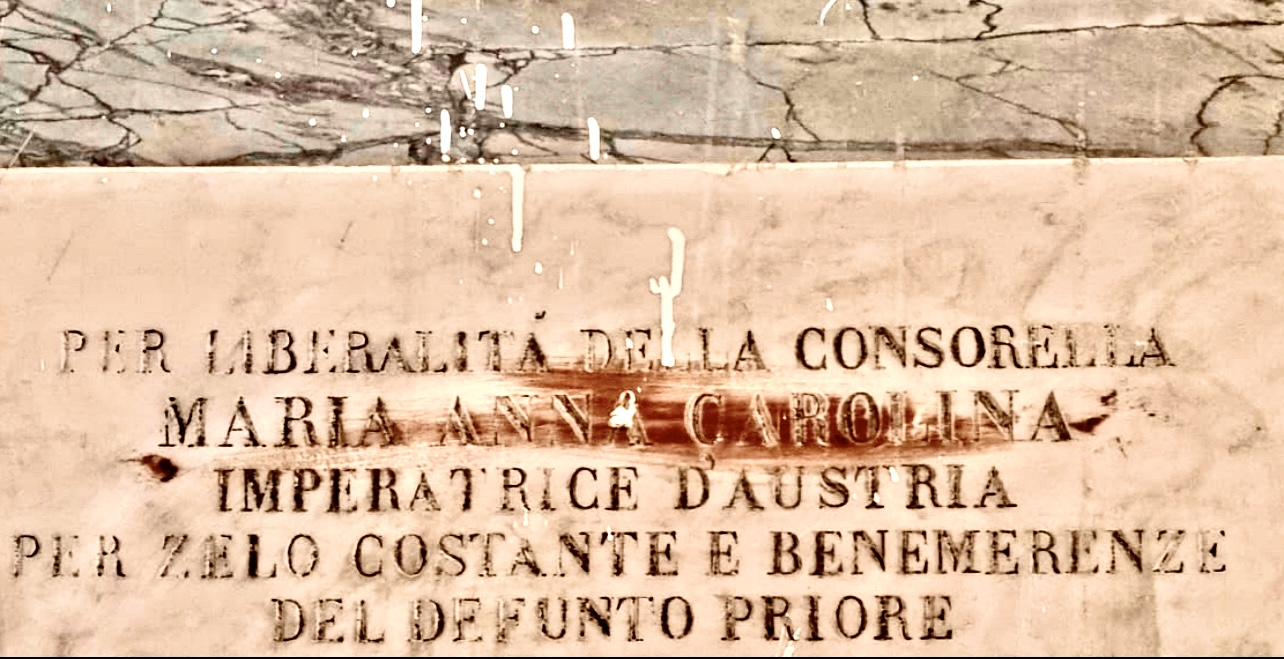
Lapide nella chiesa della Confraternita dei Bianchi

Le prime notizie sul paese risalgono al 753 e nel 1038 la locale chiesa venne elevata al rango di pieve (plebs). Fu sotto il dominio dei Montegarullo, che vi costruirono una fortezza nell'attuale frazione di Roccapelago e quindi sotto gli Estensi.

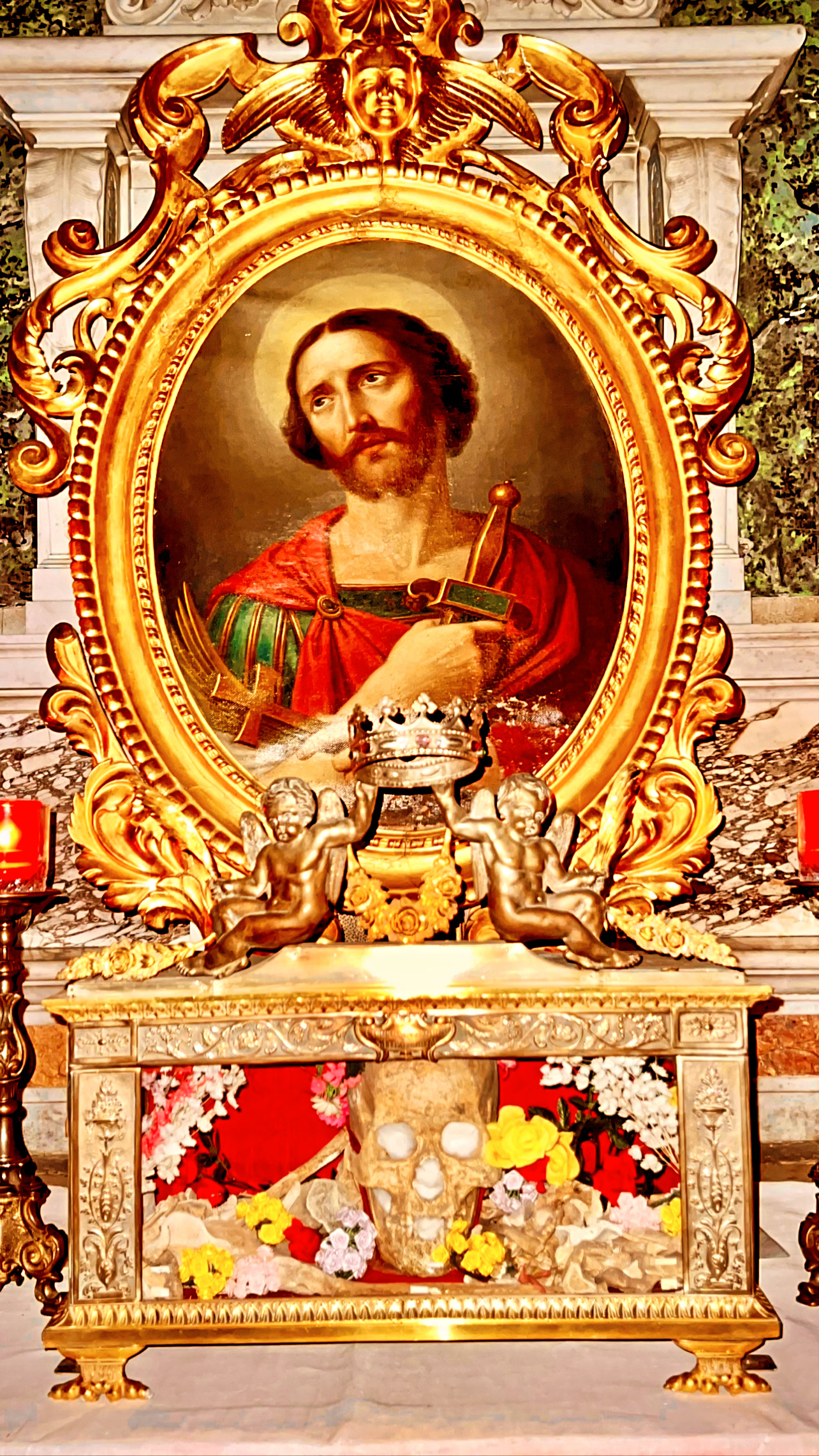
Reliquie di San Teodoro

Alla fine del XVIII secolo Pievepelago ebbe grandi vantaggi dalla costruzione della via Vandelli e della via Giardini, che favorirono lo sviluppo commerciale.

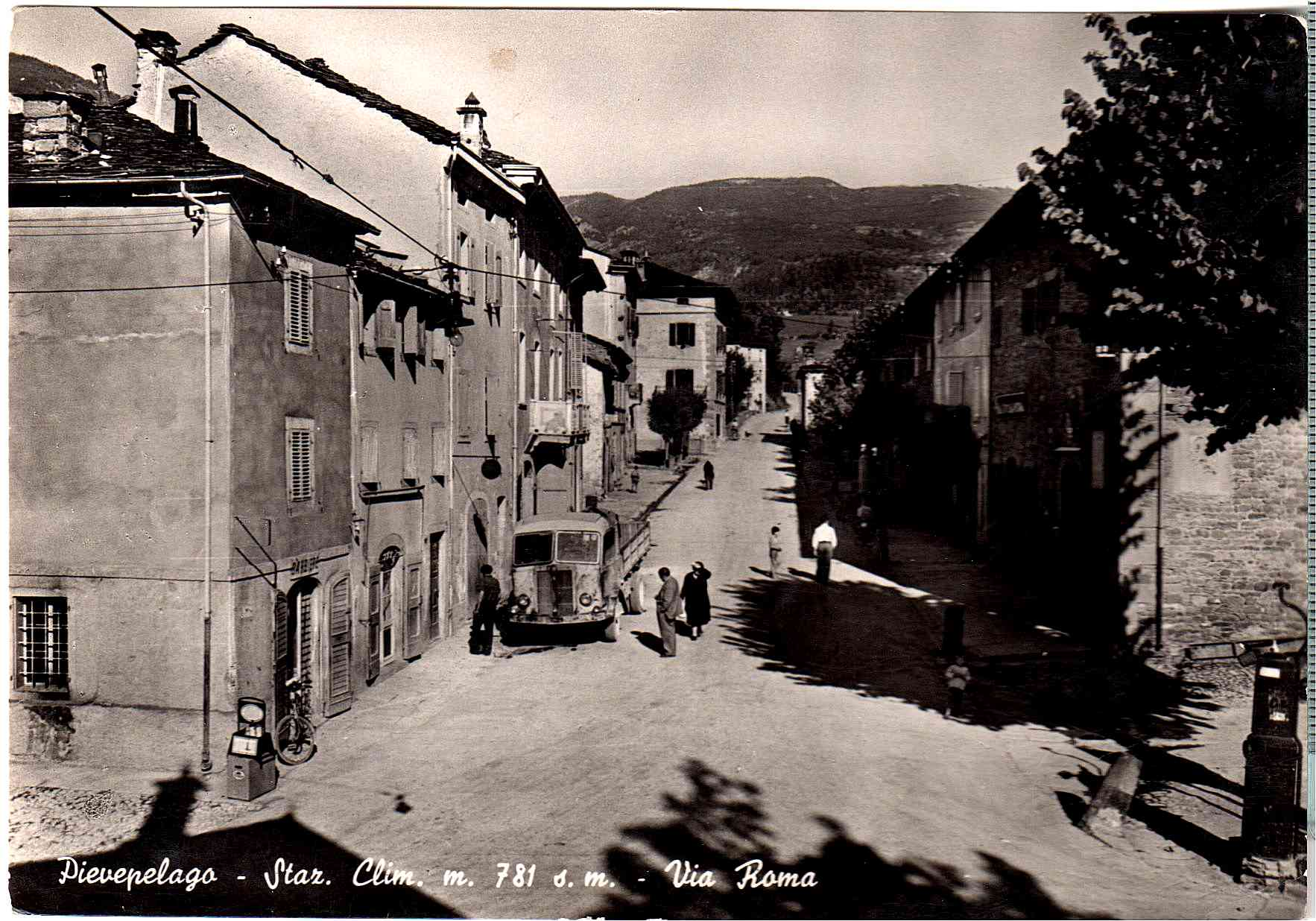
Via Giardini (Via Roma)

Durante la seconda guerra mondiale il paese si trovò sulla Linea Gotica, al centro di una zona piuttosto vasta, oggetto della lotta di Resistenza.

## Turismo
Pievepelago era molto conosciuta per il Centro Federale estivo di Tennis della Federazione Italiana Tennis (FIT, facente parte del C.O.N.I.), fondato nel 1957. Hanno giocato su questi campi i giovani Panatta, Barazzutti, Bertolucci e molti altri.
È stata, per molti anni, la sede dei ritiri calcistici estivi del Bologna Football Club e della Società Sportiva Lazio entrambi campioni d'Italia rispettivamente nel 1963/64 e nel 1973/74
A Pievepelago ci sono altri importanti impianti sportivi, una piscina, palestre, una pista ciclabile ed è possibile praticare numerose discipline quali calcio, tennis, pesca sportiva e altre ancora.
D'inverno si possono praticare i tradizionali sport alpini invernali: sci alpino, sci nordico, e off beat (fuori pista).

### Luoghi d'interesse naturalistico
- Il sentiero Antiche Orme;
- Il Lago Baccio;
- Il Lago Santo;
- Il Lago Torbido;
- Il Lago Turchino;
- Il Monte Giovo;
- Il Monte Rondinaio;
- Il Fiume Scoltenna.

### Luoghi d'interesse culturale

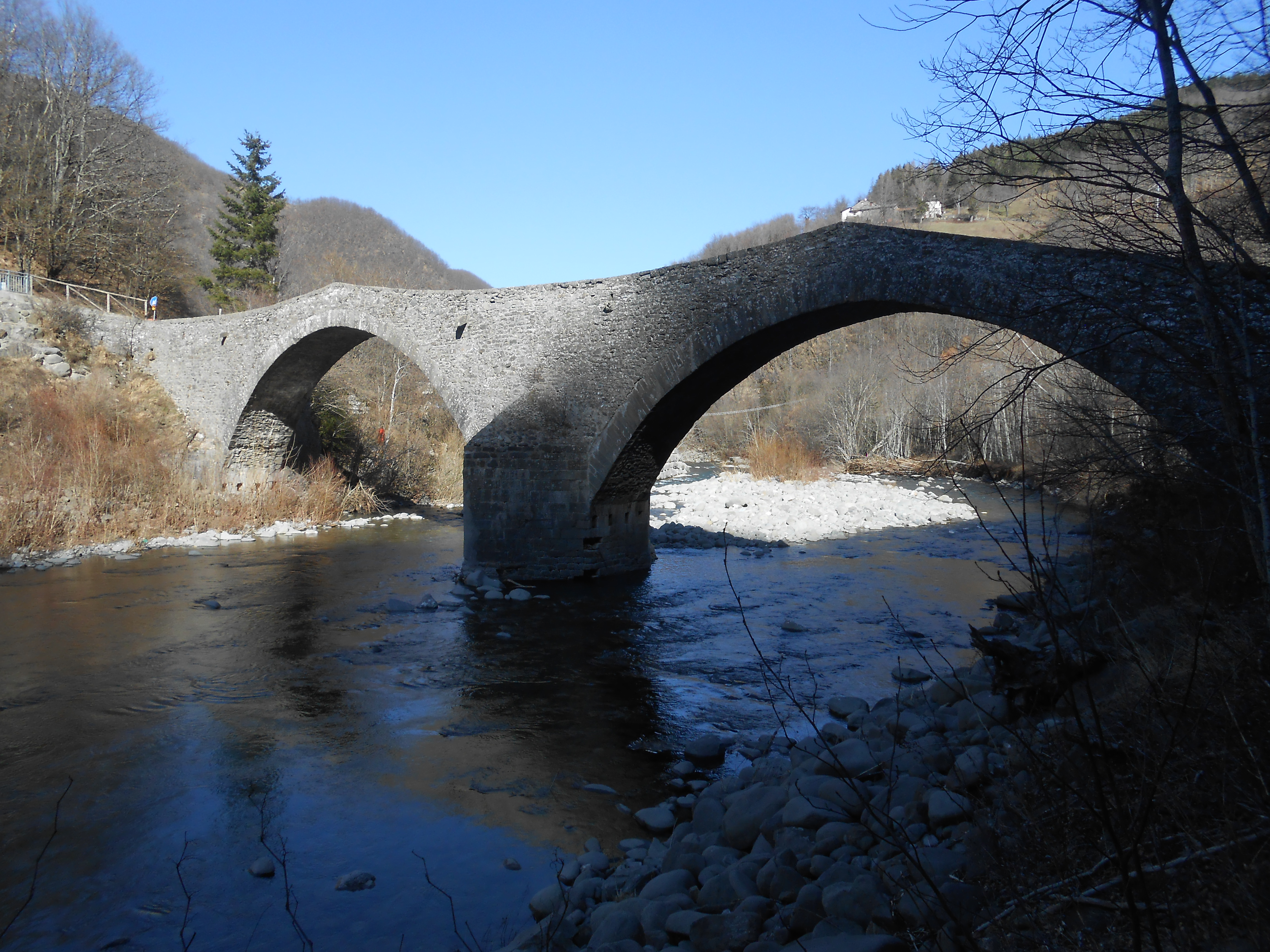
Ponte della Fola sullo Scoltenna

- La Via Vandelli, che attraversa il comune;
- Il Mulino Domma, il primo ad essere stato costruito;
- Il Santuario della Madonna di Monticello, a 5 km da Pievepelago;
- Rocca del Pelago a Roccapelago;
- Chiesa parrocchiale di San Paolo a Roccapelago;
- Borgo di Sant'Andrea, a Sant'Andreapelago;
- Capanna celtica Roncacci, a Sant'Andreapelago;
- La Plebana di Santa Maria Assunta di Pievepelago;
- La chiesa della Confraternita di Santa Maria Assunta a Pievepelago.
- Museo delle Mummie di Roccapelago di Roccapelago.
- Ponte della Fola sullo Scoltenna.

### Folklore e manifestazioni

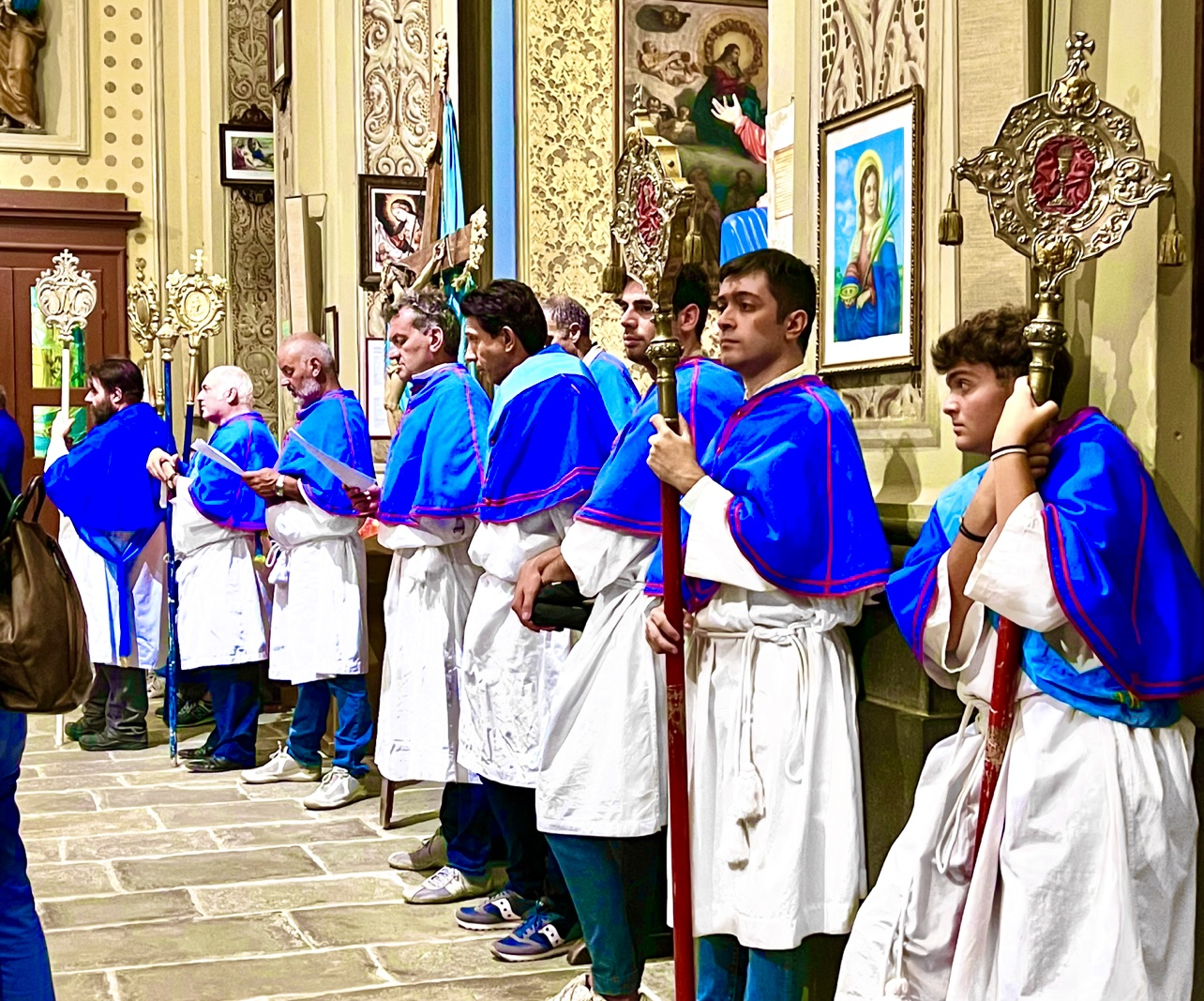
Alcuni confratelli bianchi prima della processione di Santa Maria.

- Mascherata dell'Epifania, la sera di ogni 5 gennaio, a Sant'Annapelago. Tradizionale sfilata con i personaggi tipici dell'epifania: la Befana e Barbavecchione.
- Infiorata, a Pievepelago, per la Via Tamburù. In occasione del Corpus Domini, la famosa via del paese viene ricoperta dal mattino con suggestivi tappeti floreali religiosi.
- Fiera di luglio, durante l'ultima domenica di luglio a Pievepelago, per la Via Tamburù e la Piazza Vittorio Veneto. Dal mattino alla sera verranno allestiti numerosi banchetti con un centinaio di espositori.
- Festa di Sant'Anna, il 26 luglio. È una tradizionale festa paesana che ogni anno si svolge nella frazione di Sant'Annapelago.
- Valle dei briganti in festa, frazione Tagliole, nel mese di agosto.
- Festa patronale di Santa Maria Assunta, il 14 agosto. Processione con le due confraternite dei"bianchi"e dei"rossi" per le vie di Pievepelago e fuochi artificiali alle ore nove.
- Festa patronale di San Teodoro, che si svolge a Pievepelago l'ultima domenica di agosto (per i turisti) e la prima di settembre (per i pievaroli).
- Sagra di San Rocco, il 16 agosto a Roccapelago. Per l'occasione vengono allestiti molti stand gastronomici e concerti musicali.
- Festa della Madonna di Monticello, che si svolge durante la penultima domenica di agosto.
- Festa patronale della Madonna dei Renacci a Ponte Modino durante il secondo fine settimana di settembre. Per l'occasione vengono accesi moltissimi falò e viene organizzata una processione.
- Thriller Beer Festival annualmente il 18/19/20 luglio, Festival con band musicali e musicisti a livello internazionale.
- Notte Rosa festa in tutte le vie del paese con locali e negozi aperti fino alla mattina, e musica con le più importanti band, annualmente l'ultima settimana di agosto.
- Festa del Fungo Porcino, il terzo weekend di settembre presso Sant'Annapelago.

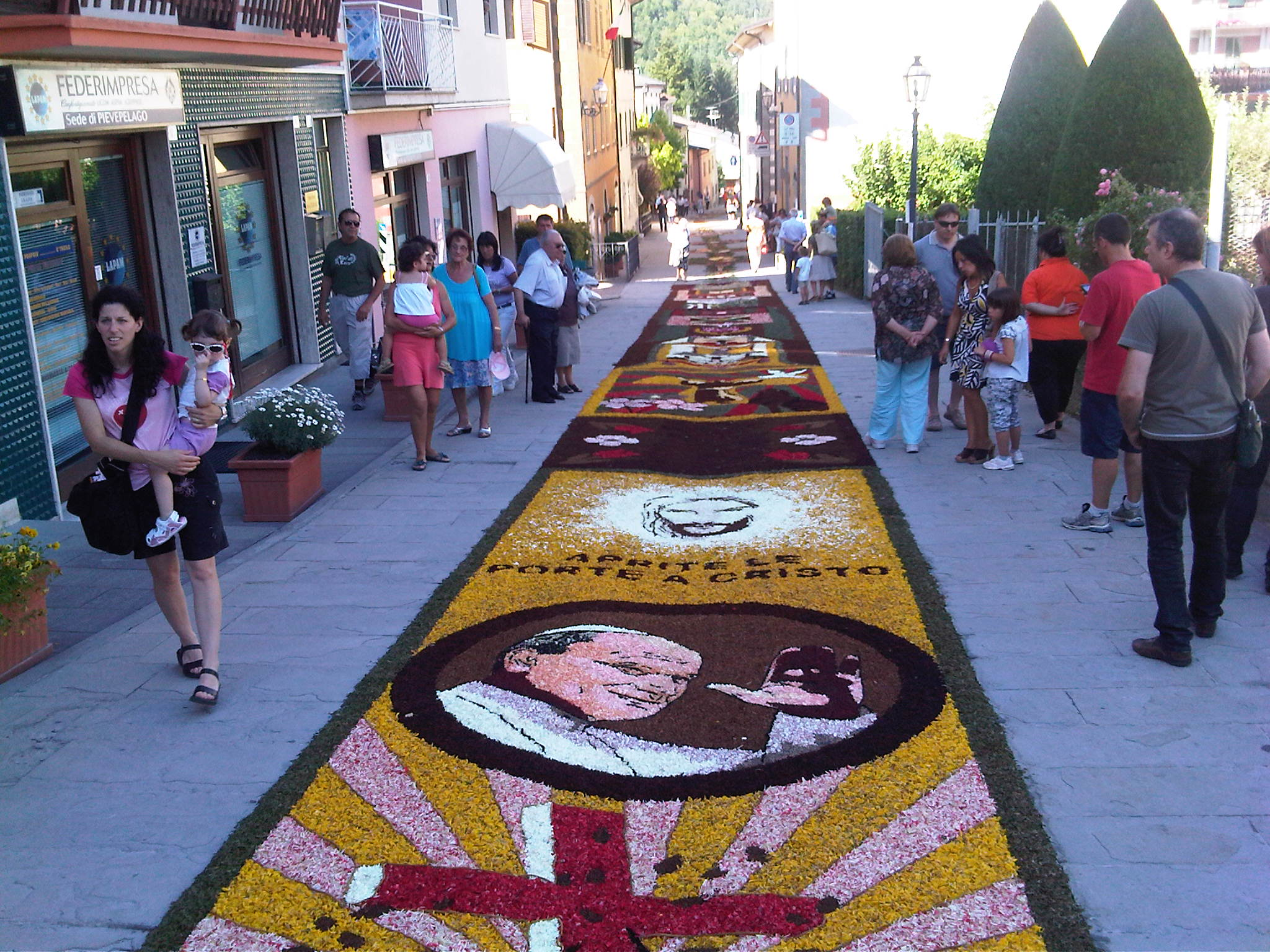
La festa dell'Infiorata nel 2011

## Cultura
A Pievepelago ha sede l'Accademia del Frignano "Lo Scoltenna", fondata nel 1902, che svolge attività culturali incentrate in particolare sul Frignano, studiandone gli aspetti storici, artistici e ambientali.

## Società

### Evoluzione demografica
Abitanti censiti

## Amministrazione
| Periodo        | Periodo        | Primo cittadino | Partito                            | Carica  | Note  |
| -------------- | -------------- | --------------- | ---------------------------------- | ------- | ----- |
| 12 maggio 1985 | 5 maggio 1990  | Antonio Bandini | Partito Comunista Italiano         | Sindaco | [ 8 ] |
| 6 maggio 1990  | 22 aprile 1995 | Carlo Crovetti  | Democrazia Cristiana               | Sindaco | [ 8 ] |
| 23 aprile 1995 | 12 giugno 2004 | Italo Nesti     | centro-destra                      | Sindaco | [ 8 ] |
| 13 giugno 2004 | 6 giugno 2009  | Luca Mordini    | lista civica                       | Sindaco | [ 8 ] |
| 7 giugno 2009  | in carica      | Corrado Ferroni | lista civica - Uniti per il futuro | Sindaco | [ 9 ] |

## Geografia antropica

### Frazioni

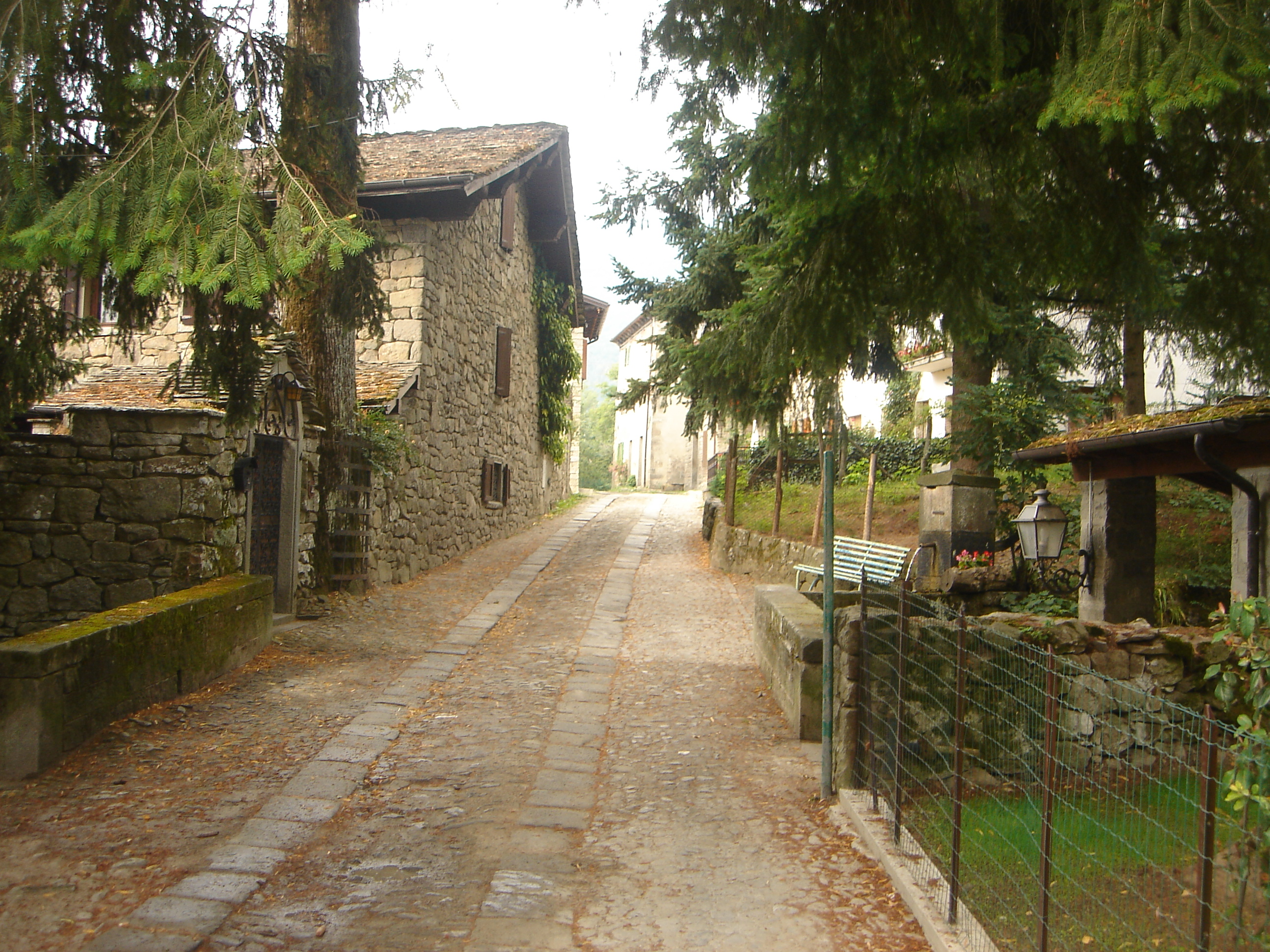
I Casoni

- Sant'Annapelago (1.070 m s.l.m.), vivace centro turistico sia invernale che estivo sede dell'omonima stazione sciistica.
- Sant'Andreapelago (1.000 m s.l.m.) la frazione più vicina al capoluogo comunale a sua volta suddivisa nelle località di Piangrande, I Casoni, Casa Quattro e Casa Guerri. Ospita le capanne celtiche.
- Piangrande
- I Casoni
- Casa Quattro
- Casa Guerri
- Roccapelago (1095 m s.l.m.), la più antica frazione della valle.
- Tagliole, (1.158 m s.l.m.), presso il Lago Santo e attraversata dal Rio delle Tagliole, centro di turismo ambientale.
- Ca' di Serra, (1.220 m s.l.m.), a circa 5,32 km in direzione sud-ovest da Pievepelago.[2]